# سده ۶ (خورشیدی)
سده ششم (۶) هجری خورشیدی، سده‌ای است که از ۱ فروردین ۵۰۱ تا ۲۹ اسفند ۶۰۰ (برابر ۱۵ مارس ۱۱۲۲ تا ۱۳ مارس ۱۲۲۲ میلادی) بوده‌است.
| سده‌ها: | سده ۵ - سده ۶ - سده ۷                   |
| دهه‌ها: | ۵۰۰ ۵۱۰ ۵۲۰ ۵۳۰ ۵۴۰ ۵۵۰ ۵۶۰ ۵۷۰ ۵۸۰ ۵۹۰ |